# エドマンド・F・ロバートソン
エドマンド・F・ロバートソン（英語: Edmund Frederick Robertson、1943年6月1日 - ）とはセント・アンドルーズ大学の純粋数学名誉教授である。スコットランドのセント・アンドルーズ出身。FRSE B.Sc M.Sc (Master of Science)  Ph.D.。
ジョン・J・オコナーと共に有名なマックチューター数学史アーカイブの製作者として知られ、群、半群の理論を中心とした100もの研究論文を著しおり、また17もの教科書に著者もしくは共同著者として関わった。
1998年、エディンバラ王立協会のフェローに選出された。